# Бурхан Євген Юрійович
Бурхан Євген Юрійович (нар. 27 травня 1971, Запоріжжя, СРСР) — радянський та український футболіст, що виступав на позиції нападника. Найбільше відомий завдяки виступам у складі кіровоградської «Зірки», олександрійської «Поліграфтехніки», вінницької «Ниви» та низки інших українських і радянських клубів.

## Життєпис
Кар'єру гравця Євген Бурхан розпочав у Вінниці, де провів 9 матчів у складі місцевої «Ниви» у 1988 році. Транзитом через запорізькі «Торпедо» та «Металург» (виступав виключно за дубль) нападник опинився у складі «Поліграфтехніки», де й провів перший чемпіонат незалежної України, після чого знову повернувся до Запоріжжя. Втім, до 1995 року Євген Бурхан не міг потрапити до основи жодного з клубів, де він перебував, демонструючи дуже низьку, як для форварда, результативність. Ситуація змінилася після його переходу до лав кіровоградської «Зірки-НІБАС», разом з якою футболіст здобув путівку до вищої ліги у сезоні 1994/95.
Перед початком сезону 1997/98 років Євген Бурхан разом з партнерами по «Зірці», серед яких були Іван Руснак, Олександр Соболь, Леонід Федоров та Ігор Макогон, перейшов до табору вінницької «Ниви», де відіграв півтора сезони, виходячи на поле у більшості поєдинків.
Першу половину сезону 1998/99 Бурхан відіграв у ФК «Черкаси», після чого повернувся до Кіровограда. Втім, заграти у складі «Зірки» на колишньому рівні йому так і не вдалося. Професійну кар'єру нападник закінчив у 2000 році у складі нікопольського «Металурга».
У 2001 році Бурхан разом з деякими іншими відомими у минулому гравцями виступав у аматорському чемпіонаті України в складі команди ЗАлК (Запоріжжя).

## Досягнення
- Переможець першої ліги чемпіонату України (1): 1994/95